# 屠俊翹
屠 俊翹（ト チュンキウ、1994年7月17日 - ）は、香港のサッカー選手。ポジションはGK。

## クラブ歴
2008年に北区足球会の下部組織から傑志体育会の下部組織に移籍した。
2011年に深水埗体育会に加入して選手となったが、同クラブでの出場機会はなかった。
2012年7月に横浜FC香港に移籍した。同年10月23日にプロ初出場を記録した。
2016年に香港飛馬足球隊に移籍。翌年に昇格組の夢想足球会に移籍した。2019年7月2日に夢想からの退団が発表された。
同月7日に昇格組の愉園体育会に加入した。2021年9月14日に昇格組の香港体育会に練習参加を経て加入した。2022年8月8日に深水埗に11年ぶりに加入したが、2023年1月6日に退団した。
2023年2月14日、日本フットボールリーグの鈴鹿ポイントゲッターズに加入した。